# Diploderma xinlongense
Diploderma xinlongense — вид ігуаноподібних ящірок родини агамових (Agamidae). Ендемік Китаю. Описаний у 2022 році.

## Поширення і екологія
Diploderma xinlongense відомі з типової місцевості, розташованої в долині річки Ялунцзян в повіті Сіньлун у Гарцзе-Тибетській автономній префектурі в провінції Сичуань. Вони живуть на узліссях хвойних лісів, в чагарникових заростях та серед каміння. Зустрічаються на висоті від 2950 до 3080 м над рівнем моря.